# Керченский клад (1988)
Ке́рченский клад 1988 года — клад монет, случайно обнаруженный в ходе строительных работ в Керчи (Крым) весной 1988 года. Предположительно, включал от 2 до 3,5 тысяч монет, однако бо́льшая его часть оказалась в частных руках, в Керченский историко-культурный заповедник поступила только 521 монета. Это собрание серебряных и биллонных статеров Боспорского царства середины III века н. э., в составе которого представлены монеты царей Ининтимея (редкие экземпляры), Рескупорида V (основной объём клада) и Фарсанза. Вероятно, клад был сокрыт в 253—254 годах.
На материале данной находки прослеживается напряжённая ситуация в экономике Боспора при Рескупориде V в начале 250-х годов, что видно по увеличению эмиссий статеров и ухудшению качества их сплава, в смысле содержания серебра. На некоторый период стабилизирующим фактором, возможно, послужила помощь от Римской империи, полученная серебряными деньгами, пущенными на переплавку. При царе Фарсанзе, имя которого известно только по его монетам, стала применяться новая технология чеканки, при которой монета из низкопробного сплава покрывалась тонким слоем с высоким содержанием серебра.
Керченский клад, являвшийся одним из самых крупных комплексов биллонных статеров Боспора и заключавший в себе значительную сумму, считается кладом короткого накопления. Он был найден за пределами известных археологических объектов, что нетипично для крымской части Боспорского царства. Его захоронение приходится на момент вторжения в границы государства германских племён готов, герулов и боранов. Царь Фарсанз, который, возможно, кратковременно узурпировал трон боспорских правителей в 253—254 годах, заключил соглашение с варварами и оказал им помощь флотом в набегах на причерноморские территории Рима.

## Обстоятельства обнаружения
Весной 1988 года в Керчи, на территории предприятия «Сад-База» (район улиц 12 Апреля 1961 года и 1-й Пятилетки), проводились строительные работы, в ходе которых был случайно обнаружен клад монет. Предположительно, он находился в керамическом кувшине. Строители, работавшие на участке, заметили его не сразу, в результате чего при расчистке котлована бульдозером кувшин был разбит (впоследствии его осколки были найдены), его содержимое смешалось с землёй и было рассеяно по значительной территории. Бо́льшая часть клада оказалась утраченной, так как разошлась по частным рукам: археолог А. М. Бутягин писал позднее, что, по слухам, рабочие расплачивались древними монетами за пиво. По его словам, подавляющее число частных нумизматических коллекций в Керчи содержит монеты из этого клада.
Сотрудники Керченского историко-культурного заповедника (КИКЗ) узнали о кладе поздно, и музей смог получить в свои фонды только 521 монету, тогда как их общее число в составе клада оценивается 2—3,5 тысячи штук. Большинство экземпляров имели хорошую сохранность, лишь были покрыты тонким слоем зеленоватой патины, не портившей изображений. После попадания в музей монеты были очищены реставраторами.
Место, где был найден клад, по одним данным, не имело какой-либо привязки к известным археологическим объектам — там не было установлено ни участка некрополя, ни слоёв поселения (например, эпохи поздней античности, исходя из дат выпуска монет). Ближайшее древнее городище — Мирмекий — находилось от места находки на расстоянии более 1 км на юго-восток. В то же время А. М. Бутягин писал, что клад находился на территории эллинистического некрополя.

## Состав клада
Клад содержал серебряные и биллонные статеры Боспорского царства середины III века н. э. Были представлены следующие боспорские монеты:
1) Статеры царя Ининтимея 234—238 годов чеканки, 5 штук. Найденные монеты этого государя обладают определённой редкостью. К середине 2000-х годов, когда клад был опубликован, науке было известно 16 экземпляров 234 года (в составе Керченского клада — ещё 2 монеты). Статеры 237 года в количестве 3 экземпляров были представлены лишь в собраниях Эрмитажа и Исторического музея (в составе клада 1988 года была найдена ещё одна монета). Известных статеров 238 года, по оценкам нумизмата Н. А. Фроловой, насчитывалось 24 штуки (клад из Керчи включал ещё 2 экземпляра). Кроме единичных находок, Керченский клад стал лишь восьмым монетным комплексом, содержавшим статеры Ининтимея.
2) Статеры Рескупорида V 242—253 годов, 508 штук. Основную массу составляют выпуски 248, 249, 250 и 251 годов, причём рост числа монет от года к году на этом отрезке позволяет предполагать, что имело место последовательное увеличение эмиссий. Если не считать 4 кладов XIX века, о которых нет точных данных, хотя и утверждается, что в их составе имелись статеры Рескупорида V (сведения Е. Е. Люценко и П. О. Бурачкова), монеты данного номинала, отчеканенные этим царём, содержались в 9 кладах XX века, включая Керченский клад 1988 года.
3) Статеры царя Фарсанза, выпущенные в 253 году, 8 штук. По неподтверждённым данным, в утраченной части клада имелись и монеты Фарсанза 254 года чеканки, а всего в составе клада монет этого царя было более 20.
Собрание монет, обнаруженное на территории «Сад-Базы», не содержало экземпляров эмиссий 255, 256 и 257 годов, хотя монеты этих выпусков известны (например, они присутствовали в кладе 1937 года из Тиритаки). Таким образом, датой захоронения всего монетного комплекса следует считать 253 или 254 годы н. э. По оценке сотрудников КИКЗ, близкой аналогией может служить клад 1964 года из Керчи, найденный в слое пожарища и составленный преимущественно из монет Фарсанза 253 года чеканки.
В составе клада было много статеров, чеканенных одной парой штемпелей. Значительное число экземпляров не имели следов употребления, некоторые даже сохранили чеканочный блеск. Монеты последних лет чеканки сильнее пострадали от коррозии, поскольку, вероятно, находились в кувшине сверху. Следовательно, накопление клада происходило последовательно, большими партиями, монеты в рамках всего комплекса перемешивались слабо.

## Клад и особенности боспорской чеканки середины III века
Проведённый в 2018 году рентгенофлуоресцентный анализ состава сплава статеров из Керченского клада показал, что монеты Ининтимея содержат небольшое количество золота — от 1,2 до 6,4 % — и приблизительно равные доли меди и серебра — в среднем 47,1 % и 48,8 % соответственно (М. Г. Абрамзон и О. А. Иванина назвали эти статеры «электровыми»).
На 245 год приходится сокращение объёмов выпуска монет в правление Рескупорида V. Проанализированные статеры этого царя до 248 года ещё содержат небольшую долю золота (от 1 до 6 %, в среднем 1,5 %), что, возможно, связано с переплавкой монет предыдущих царей, которые изготавливались из сплава золота, серебра и меди. Процент серебра в выпусках до 248 года весьма нестабилен (разброс от 20 до 90 %), однако в целом более высокое содержание золота и серебра в сплаве коррелируют.
В 248—250 годах уровень серебра в монетах Рескупорида из Керченского клада в среднем составляет около 30 %, а в 251—253 годах резко падает до значения в 16 %. Присутствие золота с 249 года можно оценить на уровне естественных примесей. Одновременно фиксируются изменения в отношении микропримесей: становится меньше олова и больше свинца. Это можно объяснить тем, что прекратилась переплавка более ранних монет и стало использоваться «чистое» серебро (имеющее сопутствующие микропримеси). Данная тенденция укладывается в промежуток между правлениями римских императоров Гордиана III и Валериана I, когда при чеканке монет Римской империи кратковременно использовалось восточное серебро.
Предполагаемый рост эмиссий статеров в 248—252 годах, предпринятый Рескупоридом V, свидетельствует о напряжённом состоянии экономики. Несмотря на то, что в этот момент произошло ухудшение качества монетного сплава по отношению к более ранней чеканке того же правителя, сравнение средних значений присутствия серебра по годам показывает, что чрезмерные эмиссии сначала проходят без порчи монет и лишь с 251 года начинается постепенное падение доли серебра. Исследователи предположили, что, возможно, Рескупорид получил от одного из новых римских императоров денежную помощь в виде серебряных монет, которые пошли на переплавку для изготовления его собственных денег.
Технология изготовления статеров Рескупорида изучалась на материале кладов 1988 года из Керчи и 2011 года из Фанагории. Была отмечена повышенная концентрация серебра в верхнем слое монет. По итогам металлографического исследования стало ясно, что это результат обратной ликвации и кристаллизации сплава в ходе литья, охлаждения заготовки, её рафинирования путём выдерживания в уксусной или лимонной кислоте, а также обработки поверхности ковкой.
Имя боспорского царя Фарсанза, правившего в 253—254 годах, известно только по его монетам. По одной из версий, Рескупорид V разделил с ним власть в 253 году, сделав своим соправителем. Основанием для такого вывода является факт чеканки монет в указанном году и тем, и другим. По другой версии, хотя статеры обоих царей чеканились, судя по стилю, количеству штемпелей и другим особенностям, на одном монетном дворе одними мастерами и без временного перерыва, происходило это не параллельно. Фарсанз, таким образом, на протяжении менее чем года был единоличным правителем.
Изучение статеров Фарсанза производилось в 2018 году на материале Керченского клада 1964 года и подтвердило выводы предыдущих исследователей (К. В. Голенко и Т. И. Макаровой): монеты этого государя изготавливались по иной технологии, нежели чем монеты Рескупорида. Согласно предварительным итогам исследований, осуществлялось плакирование, при котором монетный кружок из низкопробного медного сплава, содержащего не более 15-16 % серебра, термомеханическим способом покрывался высокопробной серебряной фольгой с содержанием драгоценного металла до 80 %. Рентгеноспектральный микроанализ, проведённый в 2019 году, позволил предположить, что серебрение делалось с использованием специальной пасты после операции чеканки. В любом случае, это был первый опыт изготовления денег с серебряным покрытием в чеканке Боспора. Возможно, так правитель пытался повысить номинал статера.

## Обстоятельства тезаврации
Одной из проблем при реконструкции обстоятельств, при которых произошла тезаврация (захоронение) клада, является то, что он обнаружен за пределами известных археологических объектов. Находка столь значительного и ценного клада за границами городищ является для крымской части Боспорского царства уникальной (например, долгое время считавшийся крупнейшим позднебоспорским монетным комплексом Тиритакский клад 1937 года, включавший более 2 тысяч монет 234—276 годов, был найден в обломках оборонительной стены городища, разрушенной в конце первой половины III века).
Ближайшее к месту открытия клада поселение, Мирмекий, к середине века, предположительно, было покинуто жителями, поскольку последними значимыми нумизматическими находками здесь стали денарии Рескупорида III (210—220-е годы) либо, по некоторым данным, монеты Котиса III (с датировкой не позднее середины 230-х годов). Сельская округа, по одной оценке, была оставлена ещё раньше; по другой, к середине века здесь ещё могли оставаться сельскохозяйственные усадьбы, где и жил, возможно, владелец Керченского клада.
Основной объём клада, судя по годам выпуска монет, был собран с 248 по 252 годы, при этом он пополнялся, вероятно, крупными партиями. Таким образом, его можно считать кладом короткого накопления. В то же время это одно из самых крупных собраний биллонных статеров Боспора, заключавшее в себе довольно значительную сумму. Тот факт, что клад был сокрыт в чистом поле, говорит о чрезвычайных обстоятельствах, в которых оказался человек, распоряжавшийся этой суммой.
В соответствии с одной из версий, хозяином клада был не боспорянин. Некоторые монеты имеют следы зубов по краю гурта. Из этого следует, что того, кто их оставил, интересовало содержание благородного металла в статерах, тогда как человек, знакомый с особенностями боспорской чеканки, вполне мог знать, что доля серебра в монетах, как правило, невелика, и значение имеет их номинальная стоимость, не подкреплённая необходимым количеством металла в самой монете.
В 252—253 годах из региона Северного Причерноморья свои морские походы против Римской империи начинают германцы — готы, герулы и бораны (эти набеги являются частью конфликтного периода, известного в историографии как Скифская война III века). Под угрозой оказывается и территория Боспорского государства. Денежные субсидии, получаемые правителями Боспора (в том числе, вероятно, Рескупоридом V) от Рима и используемые для чеканки собственных монет, как раз имели целью поддержание устойчивости Боспорского царства в борьбе с окрестными варварами. Факт появления в эти годы на исторической арене царя Фарсанза, согласно одному из вариантов, объясняется тем, что он стал соправителем Рескупорида для проведения военных действий против врагов в разных частях государства.
Неспокойный период 251—254 годов отмечен сразу несколькими боспорскими кладами. 251 годом датируется так называемый Третий Патрейский клад, найденный на городище Патрей в 1970 году, 252 годом — Таманский клад, найденный в Тамани в том же 1970 году и состоящий только из статеров Рескупорида V. В 253—254 годах был зарыт Керченский клад 1988 года. В научной литературе делается попытка привязать монетные комплексы 1988 и 1964 годов из Керчи к некоему одному событию, произошедшему на востоке европейской части Боспора в начале или середине 254 года, хотя, по другой версии, клад 1964 года, обнаруженный в приморской части Пантикапея у церкви Иоанна Предтечи, был открыт на пожарище, относящемся к следам готского похода 256 года.
По оценкам Н. Н. Болгова, первое появление готов и других германских племён на берегах Меотиды, однако, не сопровождалось разрушением боспорских поселений. Поскольку результаты исследований чеканки Фарсанза позволяют считать его самостоятельным правителем, возможно, он в 253—254 годах на небольшой срок узурпировал трон боспорских царей, причём, как предполагала, например, И. Т. Кругликова, он вступил в соглашение с вторгшимися в пределы страны варварами. Один из сценариев реконструкции событий гласит, что Фарсанз, возможно, ненадолго укрепился на азиатской стороне Боспора, где высадились варварские контингенты.
Немецкий историк Т. Моммзен, комментируя сообщение византийского автора конца V века Зосима (в его «Новой истории») о «недостойных и низких людях», которые встали «во главе правления» на Боспоре, «когда царский род пресёкся», считал, что речь идёт именно о Фарсанзе. По Зосиму, новые боспорские властители предоставляли боранам (византийский историк называет их также «скифами») свой флот для нападений на римские города на восточном и южном берегах Чёрного моря — Питиунт, Фасис, Трапезунт. Но с 255 года имя Фарсанза пропадает с боспорских монет, на престол, судя по возобновлению чеканки, возвращается Рескупорид V.